# ショクダイオオコンニャク
ショクダイオオコンニャク（学名：Amorphophallus titanum）は、サトイモ科に分類される被子植物。別名スマトラオオコンニャク。巨大な花序、枝分かれした1枚の巨大な葉、大きな球茎を持ち、世界最大の花として有名である。スマトラ島の熱帯雨林に自生する。
まれにしか花を咲かせず（最短でも2年に一度）、開花する期間も2日間のみと短い。開花の際、送粉者を誘引するために腐肉のような強烈な臭いを放つため「corpse flower (死体花)」や「corpse plant (死体植物)」と呼ばれる。
1889年に王立キュー植物園で初めて栽培され、開花した。それ以来、多くの植物園で開花している。個人が栽培することは難しいが、2011年にはカリフォルニアの高校で開花した。開花すると何千人もの観光客が集まり、近年はインターネットで開花の様子が配信されることもある。

## 分類
1878年にイタリアの植物学者であるオドアルド・ベッカーリによって記載された。ベッカーリは1878年8月6日にスマトラ島西部のパリアマンの丘の上の熱帯雨林で本種を発見し、乾燥した花序、球茎、種子をヨーロッパに持ち帰った。最初の葉の標本はパダン・パンジャンの西で収集された。
ベッカーリは1878年に匿名で出版された手紙の中で、この種を Conophallus titanum と命名した。この手紙は「Il Conophallus titanum—Beccari」というタイトルで出版された。1879年、ジョヴァンニ・アルカンジェリは本種の完全な記述を発表し、コンニャク属に分類した。コンニャク属は全種が子房内に単一の室を持ち、アフリカ、インド、東南アジア、日本、インドネシア、パプアニューギニア、オーストラリアに分布している。

## 名称
花の形が燭台に似ることからショクダイオオコンニャクの名がある。スマトラオオコンニャクと言う別名もある。属名および種小名は古代ギリシア語に由来し、属名は「ἄμορφος amorphos (形のない、いびつな)」＋「φαλλός phallos (ファルス、男根)」、種小名は「Τιτάν Titan (タイタン、巨人)に由来する。英名の「corpse flower (死体花)」は、インドネシア語名の「bunga bangkai」から翻訳されたものである。お化けのように見えるのでお化け蒟蒻とも呼ばれている。

## 分布と生息地
スマトラ島西部の固有種であり、石灰岩質の丘陵の熱帯雨林の空き地に生育する。生息域は気候変動と生息地の喪失により減少している。アチェ州南部と北スマトラ州には個体群が集中している地帯がある。

## 形態と生態

ショクダイオオコンニャクの生活環

### 葉
種子から発芽した実生個体は、毎年1枚だけの巨大な葉を展開する。葉は緑と白の模様のある葉柄または茎から生え、上部で3つの部分に分かれ、各部分には多数の小葉がある。葉は高さ4.7mまで成長する。全体としては小さな木のように見え、葉柄は人の太ももほどの太さになることがある。葉では光合成を行い、同化産物は地下の球茎にデンプンとして蓄積される。約1年が経過すると、古い葉は枯れ、球茎から新しい葉が生える。

### 球茎
葉が枯れると、球茎(塊茎とする場合もある)は約4ヶ月間休眠状態になる。その後は別の葉を生成し、球茎に栄養を供給するサイクルを繰り返す。これは最大で約7年間続く。球茎は既知の被子植物の中で最大であり、重量は90kgを超えることもある。

### 花序
球茎が十分に大きくなると、葉の代わりに花序を伸長する。種子から開花までは10年かかることがあり、その後の開花はより頻繁になり、通常は3-7年の間隔で起こる。花序は高さ3m以上にもなる。花序は花びらに似た苞に包まれている。苞は濃い緑色で、外側はクリーム色の斑点があり、内側は濃いバーガンディレッドまたは海老茶色である。側面はうね状になっており、縁はフリル状になっている。苞の鞘の中に隠れている肉穂花序の底近くには、小さな花が輪状に密生する。上部の輪には450-5,000個の小さなクリーム色の雄花が咲く。下部の輪はピンク色の雌花の心皮から成る。開花直前には、仏炎苞の基部にある2枚の葉のような苞が乾燥して枯れる。雌花は雄花より先に開花し、自家受粉を防ぐ。花は24-36時間咲き続ける。

### 受粉
苞が徐々に開くと、肉穂花序の温度は37℃まで熱くなり、死肉を餌としたり卵を産み付けたりする腐肉食の昆虫を引き付けるために、周期的に強烈な悪臭を放つ。悪臭の強さは、シデムシやニクバエが活動する夕方から真夜中にかけて徐々に強くなり、朝に向かって弱まる。肉穂花序から放出される化学物質の分析によると、悪臭にはジメチルトリスルフィド（リンバーガーの臭いに似る）、ジメチルジスルフィド（ニンニク臭）、トリメチルアミン（腐った魚の臭い） 、イソ吉草酸（足の臭い）、ベンジルアルコール（甘い花の香り）、フェノール（クロラセプティックに似た臭い）、インドール（排泄物に似た臭い）が含まれている。悪臭は0.8km離れた場所からでも検知できる。深紅の色と質感から、仏炎苞は肉片であるかのようにも思える。開花中、肉穂花序の先端は人間の体温とほぼ同じ温度となり、香りの揮発を促す。加熱された肉穂花序は冷たい周囲の空気中に微小対流を作り出し、香りの拡散を促進する。熱は昆虫に死体があると思わせ、花序に引き寄せる効果がある。これらの甲虫は上に向けて漏斗状に展開した仏炎苞に着地すると這い上がれずに転がり落ち、中心の花序の部分に集められる。ここに他の花に誘引されて花粉をつけた個体がいると、花序最下部の雌花群の柱頭に花粉がなすりつけられ、受粉が成立する。翌日になると雌花の受粉機能は停止し（雌性先熟）、替わって雄花群の葯から花粉があふれ出して甲虫の体に降りかかり、次いで付属体と仏炎苞が枯死崩壊して虫の脱出が起きる。

### 果実と種子
受粉した雌花の心皮は成熟して果実となる。仏炎苞と肉穂花序の上部は枯れ、サトイモ科の植物に広く見られる朱色の液果をつけた短い穂が残る。この果実はサイチョウを引き寄せ、サイチョウは種子散布を行う。穂は約9ヶ月後に枯れ、球茎は約1年間休眠状態になる。その後、新しい葉を生成してサイクルが再開される。
- 葉を閉じた状態。この状態でも高さは2m近い
- 木のようにも見えるが、枝分かれした一枚の大きな葉である
- 重さ117kgの球茎
- ベルギーの植物園で2024年に開花した、高さ322.5cmの花序
- 肉穂花序の基部には雄花(上の黄色の部分)と雌花(下の紫色の部分)が咲く
- 果実の付いた穂

### 花の大きさについて
有名なラフレシアの最大種であるラフレシア・アルノルディイ（R. arnoldii）の花は最大で直径90cmと、送粉者を誘引して受粉系となる単位器官としてはこれより小型である。しかし R. arnoldii が単体の花であるのに対し、ショクダイオオコンニャクの巨大な「花」は花序であり、そこに密生する個々の単体の花はごく小さい。そのため、単体の花としては R. arnoldii が世界最大である。両者とも腐臭を放って腐肉や獣糞で繁殖する昆虫を集めて花粉を媒介させるが、ラフレシアがクロバエ科のハエに依存しているのに対し、ショクダイオオコンニャクは糞虫やシデムシ類といった甲虫によって花粉が媒介される点が異なる。具体的には、シデムシ科のアカモンオオモモブトシデムシ、ハネカクシ科のミナミオオハネカクシ Creophilus flavipennis が、送粉に大きく寄与している。

## 栽培
1889年にロンドンの王立キュー植物園で栽培され、初めて開花した。これはベッカーリから受け取った1本の苗から育てられたものである。米国では、1937年と1939年にニューヨーク植物園で開花したものが初めての記録である。この結果、1939年にはブロンクス区の花に指定された（2000年にワスレグサ属に置き換えられた）。開花は何千人もの観客を魅了し、21世紀にはインターネットでライブ配信されるようにもなっている。ボン大学付属植物園では、1932年から栽培されている。詳細な栽培条件が判明しているため、栽培は普及しており、21世紀には世界中の植物園で1年に5回以上は開花が起こっている。栽培上の制約が厳しいため、植物園以外での栽培は難しいが、2011年にはカリフォルニア州のローズビル高校で開花が起こった。
これまでに記録された最大の球茎は、 2010年にエディンバラ王立植物園で栽培されたもので、オレンジ大の大きさから7年間成長し、重量は153.9kgに達した。記録されている最も高い花序はベルギー国立植物園で栽培されたもので、2024年8月13日に高さ3.225mに達した。
通常、最初の開花までに5年から10年の成長を必要とする。最初に開花した後は、開花頻度にはかなりのばらつきがある。栽培条件は詳細に判明している。7年から10年は再び開花しない場合もあれば、2、3年ごとに開花する場合もある。ボン大学付属植物園では、最適な栽培条件の下で、1年ごとに開花させることに成功した。コペンハーゲン大学植物園では、2012年から2022年まで、1つの株が2年ごとに開花した。1年以内に連続して開花する場合や、球茎が同時に葉を2枚出す場合、葉と花序を出す場合など、異常な開花が記録されている。ボン大学付属植物園では、117kgの球茎から3つの花序が出現した記録もある。また、2020年5月にはシカゴ植物園でも同様の現象が記録された。インドネシアではボゴール植物園、チボダス植物園、プルウォダディ植物園で開花した。日本でもいくつかの植物園で栽培されており、開花の際は話題となる。
自家受粉はかつては不可能だと考えられていたが、1992年には植物学者が雄花を粉砕して花粉を手で授粉させることに成功した。結実して数百の種子が生まれ、そこから多数の苗が生産された。ミネソタ州のグスタフ・アドルフス大学でも、2011年に自家受粉によって生存可能な種子が生産された。